# Qualificazioni al campionato europeo maschile under 21 di calcio 2015 - Gruppo 8

## Classifica
| Squadra     | P.ti | G | V | N | P | F  | S  | DR  |
| ----------- | ---- | - | - | - | - | -- | -- | --- |
| Portogallo  | 24   | 8 | 8 | 0 | 0 | 22 | 6  | +16 |
| Israele     | 15   | 8 | 5 | 0 | 3 | 22 | 15 | +7  |
| Norvegia    | 9    | 8 | 3 | 0 | 5 | 11 | 19 | -9  |
| Azerbaigian | 7    | 8 | 2 | 1 | 5 | 8  | 15 | -7  |
| Macedonia   | 4    | 8 | 1 | 1 | 6 | 4  | 13 | -9  |

## Risultati
| Baku 8 giugno 2013, ore 18:00 UTC+5 | Azerbaigian  | 0 – 0 referto | Macedonia | Dalğa Arena\| Arbitro: \| Nikola Popov \| |
| Arbitro:                            | Nikola Popov |               |           |                                           |

| Arbitro: | Tobias Welz |

|                                                                                              |           |                    |
| Betinho 30’ Ivan Cavaleiro 35’ Sérgio Oliveira 45+1’ William Carvalho 63’ (rig.) Ricardo 78’ | Marcatori | 15’ (rig.) Bakenga |

| Arbitro: | Gerhard Grobelnik |

|                                                                  |           |                       |
| Dabour 3’, 51’ Mikha 4’ (rig.), 65’ Mizrachi 72’, 84’ Saba 90+2’ | Marcatori | 25’ Erat 77’ Abasiyev |

| Arbitro: | John Beaton |

|                       |           |             |
| Groven 3’ Bakenga 24’ | Marcatori | 72’ Nikolov |

| Arbitro: | Michael Tykgaard |

|             |           |                               |
| Hussain 54’ | Marcatori | 56’, 90+5’ Erat 69’ Ramanazov |

| Arbitro: | Stavros Tritsonis |

|                                                   |           |  |
| William Carvalho 15’ Bruma 45’ Tawatha 78’ (aut.) | Marcatori |  |

| Arbitro: | Antti Munukka |

|  |           |                                   |
|  | Marcatori | 53’ Rafa Silva 64’ Ivan Cavaleiro |

| Arbitro: | Aleksej Es'kov |

|             |           |                                  |
| Hussain 12’ | Marcatori | 29’ Dabour 38’ Itzhak 85’ Agayev |

| Arbitro: | Neil Doyle |

|                                          |           |                       |
| Dabour 37’, 49’, 84’ Grøgaard 88’ (aut.) | Marcatori | 83’ (aut.) Ben Shimon |

| Arbitro: | Petr Ardeleanu |

|              |           |  |
| Velkoski 69’ | Marcatori |  |

| Arbitro: | Stephan Klossner |

|                                |           |                                                   |
| Dabour 9’ Saba 55’ Tawatha 74’ | Marcatori | 16’ Cavaleiro 59’ Ricardo 64’, 86’ Bernardo Silva |

| Arbitro: | Clayton Pisani |

|               |           |                                            |
| Velkovski 45’ | Marcatori | 47’ Rashani 54’ (rig.) Berisha 71’ Nielsen |

| Arbitro: | Barış Şimşek |

|                                      |           |  |
| Bernardo Silva 51’ Esgaio 59’ (rig.) | Marcatori |  |

| Arbitro: | Robert Rogers |

|  |           |           |
|  | Marcatori | 64’ Ilori |

| Arbitro: | Anatoliy Abdula |

|  |           |                |
|  | Marcatori | 84’ Omoijuanfo |

| Arbitro: | Kristo Tohver |

|  |           |                              |
|  | Marcatori | 33’, 41’ Mizrachi 81’ Gozlan |

| Arbitro: | Andris Treimanis |

|                                |           |  |
| Ramazanov 22’ Hacıyev 31’, 87’ | Marcatori |  |

| Arbitro: | Arnold Hunter |

|             |           |                      |
| Bakenga 66’ | Marcatori | 22’ Mané 62’ Ricardo |

| Arbitro: | Marios Panayi |

|                             |           |            |
| Mikha 25’ Dabour 54’ (rig.) | Marcatori | 48’ Seferi |

| Arbitro: | Clayton Pisani |

|                                                 |           |              |
| Rafa Silva 13’ Edgar Ié 82’ Esgaio 90+1’ (rig.) | Marcatori | 55’ Abasiyev |